# Jean IV de Naples
Jean IV de Naples (977-1004) fut duc de Naples d'environ 998 ou 999 jusqu'à 1003 ou 1004.

Jean IV est le fils et successeur du duc Serge III. Lorsqu'en 999 l'empereur Otton III du Saint-Empire effectue sa première descente en Italie il nomme Adhémar un noble lombard élevé avec lui à la cour germanique, duc de Spolète. Il lui donne instructions de soumettre à son autorité la principauté de Capoue et celle de Naples. Adémar s'empare de Capoue entre à Naples et capture le prince Jean IV qu'il envoie prisonnier à Capoue. Lorsque les habitants de cette cité se révoltent et donnent le pourvoir à Landolf VII de Sainte-Agathe descendant de la dynastie princière locale, Jean IV est libéré : il retourne à Naples où il retrouve son autorité et n'est plus inquiété par les interventions étrangères. En 1002 juste avant de mourir, il associe au trône son fils Serge IV qui lui succède peu après